# Petrol
Petrol je slovensko trgovačko društvo naftnim derivatima, plinom i ostalim energentima. Približno 20 posto prihoda tvrtka ostvaruje trgovinom i uslugama.

## Općenito
Tvrtka je osnovana kao Jugopetrol Ljubljana u travnju 1947., a u Petrol se preimenovala u ožujku 1953. Krajem 2014. Petrol je zapošljavao 4.068 ljudi (zajedno s franšiznim benzinskim postajama) i imao je ukupno 660 benzinskih postaja, od toga 314 u Sloveniji, 105 u Hrvatskoj, 39 u Bosni i Hercegovini, 9 u Crnoj Gori, 9 u Srbiji i 11 na Kosovu. Tržišni udjel Petrola u Sloveniji predstavlja 58 posto. Mreža benzinskih postaja povećana je sa 100 autopraonica, 98 kafića, 31 hitrim servisima Tip Stop i 7 automehaničarskih i vulkanizerskih radionica. 
Pored glavne marke Petrola, Društvo Petrol (slo.: Skupina Petrol) u vlasništvu ima trgovačke marke Petrol klub, Hip-Shop, Tip-Stop. Poslovanje se u 2015. godini orijentiralo na sljedeća područja: 
- naftno trgovačke djelatnosti (proizvodi iz nafte, ostalih proizvoda i usluga),
- prodaja i distribucija plina,
- proizvodnja, prodaja i distribucija električne i toplinske energije,
- okolišne djelatnosti,
- učinkovite uporabe energije.

U Društvo Petrol pripada matična tvrtka Petrol, 21 podružnica i 10 zajednički upravljanih i pridruženih tvrtki.

## Povijest Petrola[1]

### Poslijeratno razdoblje (1945. – 1950.)
Petrol je osnovan 12 svibnja 1945. odlukom Komunističke partije Jugoslavije o osnivanju Državnog naftne tvrtke Jugopetrol, sa sjedištem u Beogradu. Odmah nakon osnivanja, tvrtka otvara podružnice u svim republikama, a dvije godine kasnije svaka postaje samostalna kompanija, zajedno s Jugopetrolom Ljubljana. 
Odmah nakon osvajanja teritorija, vojska zauzima skladišta naftnih derivata koja su bila u važnijim ekonomskim središtima. Jugopetrol je počeo djelovati u Republici Sloveniji sa sedam predratnih pumpi. Inicijator i organizator aktivnosti bio je Franc Malavišč, koji je bio povezan sa spremištima u Ljubljani, Celju i Mariboru, uzeo je prvi vagon benzina, pretočio ga u bačve i počeo prodavati benzin. Nakon prvih 40 dana aktivnosti podružnice, Beograd je za direktora odabrao Alberta Strunu koji u manje od godine postavlja temelje podružnice i kasnije samostalne kompanije, proširivši prodajnu i skladišnu mrežu. Od 1. travnja 1946. zaposlen je kao redoviti profesor na Strojarskom fakultetu Sveučilišta u Ljubljani, pa je rukovođenje predao Milanu Škerlavu Petraču, političaru i sudioniku Drugog svjetskog rata, koji je vodio podružnicu do 12. travnja 1947. kada je postala samostalna kompanija te je predao Joži Rožmanu 2. srpnja koji ju je od preuzimanja vodio 32 godine. 